# Hettitisch Middenrijk
Het Middenrijk van de Hettieten is een periode tijdens de 15e eeuw v.Chr. waarover zeer weinig bekend is. Het is niet zozeer een zelfstandige fase in de geschiedenis van de Hettieten, maar meer een periode van transitie tussen het Oude en het Nieuwe Koninkrijk. Zo goed als niets is bekend over de geschiedenis van de Hettieten in deze periode. De laatste koning van het Oude Rijk, Telepinu, heerste tot ca. 1500 v.Chr. Het Middenrijk is de hieropvolgende donkere periode die duurt tot de opkomst van het Nieuwe Koninkrijk, het eigenlijke Hettitische Rijk, ruim 70 jaar later met Tudhaliya I vanaf ca. 1430 v.Chr.
Koningen van het Middenrijk:
- Alluwamna
- Tahurwaili
- Hantili II
- Zidanta II
- Huzziya II
- Muwatalli I